# Raitenbuch
Raitenbuch är en kommun och ort i Landkreis Weißenburg-Gunzenhausen i Regierungsbezirk Mittelfranken i förbundslandet Bayern i Tyskland.
Kommunen ingår i kommunalförbundet Nennslingen tillsammans med köpingen Nennslingen och kommunerna Bergen och Burgsalach.